# Ectinorus cocyti
Ectinorus cocyti är en loppart som först beskrevs av Rothschild 1904.  Ectinorus cocyti ingår i släktet Ectinorus och familjen Rhopalopsyllidae. Inga underarter finns listade i Catalogue of Life.